# Normatmosphäre
Die Normatmosphäre, Normalatmosphäre oder Standardatmosphäre ist ein Begriff aus der Luftfahrt und bezeichnet idealisierte Eigenschaften der Erdatmosphäre.
Die Internationale Standardatmosphäre (engl. International Standard Atmosphere, ISA) ist von der International Civil Aviation Organization (ICAO) definiert worden. Sie stellt eine Atmosphäre dar, bei der die Größen Luftdruck, Lufttemperatur, Luftfeuchtigkeit sowie Temperaturabnahme je 100 m Höhenstufe Werte haben, die ungefähr gleich den auf der Erde herrschenden Mittelwerten sind. Damit entspricht die internationale Standardatmosphäre etwa den in mittleren Breiten von 40° nördlicher Breite herrschenden Druck- und Temperaturverhältnissen (15 °C und 1013,25 hPa = 1 atm). Beabsichtigt ist die Schaffung einer international einheitlichen Bezugsgröße und nicht die genaue Beschreibung der aktuellen, lokalen Atmosphäre. Die internationale Standardatmosphäre entspricht bis 20 km Höhe der US-Standardatmosphäre 1976.
Zuvor wurde ein Standard verwendet, der als Internationale Normatmosphäre bekannt war. In Deutschland gab es zudem die DIN-5450-Normatmosphäre, 1975 wurde die Normatmosphäre in der DIN ISO 2533 festgelegt. Dies ergibt ein gut vorstellbares allerdings reines Strahlengrundmodell der Einstrahlung. Je nach Einstrahlungsart wie VHUV, UVC, UVA, UVB und VLUV und gewissem IR - Anteil, kann man in einem Polynom den Einstrahlungsverlauf zusätzlich leicht nach oben oder nach unten jeweils präzise modelliert verschieben. Derzeitige Diagramm – Algorithmen zum visuellen Vergleich der Einstrahlungsart werden derzeit physikalisch sinnvoll angewendet, und je nach UV – Art hierdurch sehr gut darstellbar gemacht. Es soll vor allem das Grundmodell hier gut veranschaulicht werden. Der Temperaturverlauf entlang des Temperatur – Gradienten, wie unter linearer Interpolation gut veranschaulicht, läuft in entgegengesetzte Richtung der Einstrahlung und lässt sich anhand einer ideal gemittelten Temperatur – Gerade bereits recht trefflich charakterisieren. Hinzu kommen noch feinabgestimmte zusätzliche Einflussgrößen der bekannten Atmosphärenschichten selber. Darüber hinaus werden wichtige Eigenparameter und zusätzlicher wichtiger Einflussgrößen, wie Luftdruck, und zusätzlich noch vorherrschende Dampfsättigung und Luftfeuchtigkeit berücksichtigt. Diese ergeben ein erweitert modellierbares, leicht s-förmiges Sättigungskurvenprofil bei der Temperaturgeraden, gemäß der jeweiligen vorherrschenden Atmosphärenschichten zum Weltraum hin sich räumlich ausbreitend. Zusätzlich am Endpunkt messbar ist ein terminal vortrefflich extrapolierbares räumliches IR - Rückstrahlungsprofil in den Weltraum, welches hierbei gleichsinnig entlang des vorherrschenden Temperaturgradienten bis 0 Kelvin verläuft; siehe hierzu die Mess-Ergebnisse bekannter Wettersatellitenbilder. Die teilweise reflektierte einfallende Infrarotstrahlung in der äußeren Atmosphäre würde deutlich zu hohe verfälschte IR - Strahlenwerte am ionisierten Messort ergeben die von der Erde kommen. Man verschiebt deshalb die angelegte Gerade bei den gemessenen Strahlenwerten nach li. auf der Durchschnittseinfallskurve als Temperaturaustrittsgerade angelegt. Das entspricht etwa 40 Einheiten der gemessenen Strahlenwerte, auf der gewohnten Skala verschiedener gemittelter UV Strahlen. Auch wenn die verschobene Gerade die Temperaturskala unten zufällig schneidet, handelt sich es letztlich um Strahleneinfallswerte die hierbei korrigiert werden. Um diese Korrektur zu umgehen, wurde eine idealisierte IR-Strahleneinfallskurve beispielhaft verwendet, welche eine annähernd entsprechende lineare Interpolation der entgegengesetzt atmosphärisch in das Weltall abgegebenen Temperaturwerte entspricht. Bei dem Diagramm liegt aber möglicherweise ein Beschriftungsfehler vor. Es muss mit Strahlung orange und Temperatur blau beschriftet sein. Die Die Druckerzeugung in Gasen über die Schwerkraft bezieht sich hierbei auf die Gesamtmolmasse, die sich in der Atmosphäre bereits befindet. P* V ist bei gleicher Temperatur meist konstant.

## Anwendung

### Luftfahrt

Standardatmosphäre

Die definierten Eigenschaften werden z. B. benötigt, um bei einem Triebwerkslauf in einem Teststand die Leistungswerte auf einen neutralen Standard zu korrigieren und eine Aussage darüber treffen zu können, ob dieses Triebwerk ausreichend Schub produziert, um ein Flugzeug auf der Startbahn ausreichend zu beschleunigen.
Die Verwendung einer Normatmosphäre ist notwendig, um Leistungsdaten von Fluggeräten, Triebwerken und Raketen zu berechnen. Außerdem dient sie zum Kalibrieren von Druckmessgeräten wie Höhen- und Geschwindigkeitsmesser.
Für diese gelten auf mittlerem Meeresniveau folgende Bedingungen:
| Parameter                | metrisch         | angloamerikanisch |                          |
| ------------------------ | ---------------- | ----------------- | ------------------------ |
| Feuchtigkeit / H2O       | 0 rel. %         | 0 rel. %          |                          |
| Druck p0                 | 1013,25 hPa      | 29,92 inHg        | Physikalische Atmosphäre |
| Dichte ρ0                | 1,225 kg/m3      | 0,002378 slug/ft3 |                          |
| Temperatur T0            | 15 °C / 288,15 K | 59 °F / 518,67 °R |                          |
| Schallgeschwindigkeit a0 | 340 m/s          | 1116,4 ft/s       |                          |
| Gravitation              | 9,80665 m/s2     | 32,174 ft/s2      | Normfallbeschleunigung   |

Zudem ist auch die Einteilung der Atmosphäre beschrieben.
Hierbei gilt:
- Der Temperaturgradient von Meereshöhe bis zur Tropopause beträgt −6,5 K/1.000 m (−3,564 °F/1.000 ft).
- Die Tropopause befindet sich auf einer Höhe von 11.000 m (36.089 ft).
- In der Stratosphäre herrscht eine konstante Temperatur von −56,5 °C (216,65 K; −69,7 °F).

Die Temperatur {\displaystyle T} in einer Höhe {\displaystyle h} unterhalb der Tropopause lässt sich mit folgender Formel berechnen:
Metrisches System: {\displaystyle T=T_{0}-6{,}5\mathrm {K} \cdot {\frac {h}{1000\,\mathrm {m} }}}
Imperiales System: {\displaystyle T=T_{0}-3{,}564^{\circ }\mathrm {F} \cdot {\frac {h}{1000\,\mathrm {ft} }}}
Die Einheit der Höhe {\displaystyle h} (Meter bzw. Fuß) kürzt sich mit der Längeneinheit des Temperaturgradienten oder ergibt einen zusätzlichen Umrechnungsfaktor.

## Ähnliche Modelle

### US-Standardatmosphäre 1976
Die ICAO (International Civil Aviation Organization) hat 1976 mit ICAO-Dokument 7488 für die Luftfahrt eine allgemein gültige und verbindliche Normatmosphäre definiert. Diese ersetzt eine Vorläuferversion von 1962.
Als einheitliche Bedingungen auf Meereshöhe, die einem mittleren Niveau gemäßigter Breiten entsprechen, werden definiert:
- Temperatur T0: 288,15 K (entspricht 15 °C)
- Luftdruck p0: 1013,25 hPa

Der Temperaturverlauf mit der Höhe wird gemäß folgender Tabelle definiert, wobei zwischen den explizit definierten Ebenen linear interpoliert wird. Die oberste Ebene ist zugleich die Obergrenze dieses Modells.

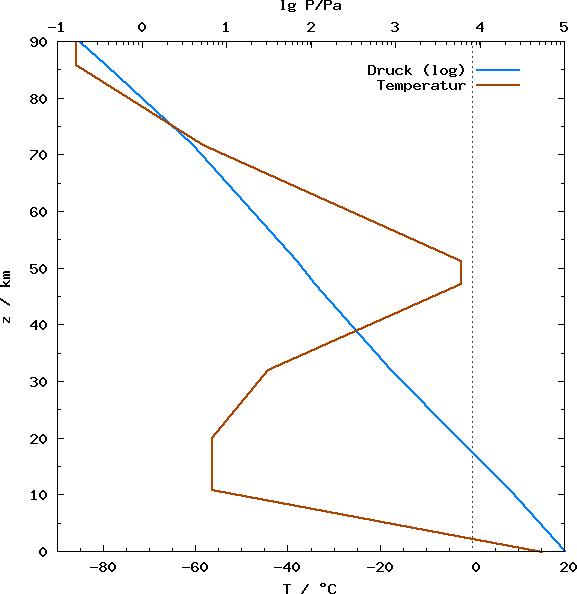
Standardatmosphäre 1976 bis 90 km Höhe

| geopot. Höhe h in m | geometr. Höhe z in m | Temperatur T in °C | Luftdruck p in Pa |
| ------------------- | -------------------- | ------------------ | ----------------- |
| 00.000              | 00.000               | −15,0              | 101.325,0000      |
| 11.000              | 11.019               | −56,5              | 022.632,0000      |
| 20.000              | 20.063               | −56,5              | 005.474,9000      |
| 32.000              | 32.162               | −44,5              | 000.868,0200      |
| 47.000              | 47.350               | 0−2,5              | 000.110,9100      |
| 51.000              | 51.413               | 0−2,5              | 000.066,9390      |
| 71.000              | 71.802               | −58,5              | 000.003,9564      |
| 84.852              | 86.000               | −86,2              | 000.000,3734      |

Außerdem werden u. a. folgende Werte als Konstanten definiert:
- Erdbeschleunigung g0: 9,80665 m/s² (Normfallbeschleunigung, entspricht in etwa dem realen Wert auf 45° geographischer Breite in Meereshöhe)
- Erdradius RErde: 6 356 766 m (kleiner als der wahre mittlere Erdradius, um bei der Umrechnung von geopotentiellen in geometrische Höhen die – infolge der Zentrifugalkraft der rotierenden gegenüber einer ruhenden Erde – etwas steilere Abnahme der Erdbeschleunigung zu berücksichtigen)
- Molare Masse M der Luft: 28,9644 g/mol (die Standardatmosphäre enthält keinen Wasserdampf)
- Universelle Gaskonstante R*: 8,31432 J/(mol·K)

Die Luftdichte auf Meereshöhe errechnet sich daraus zu 1,225 kg/m³.
Es wird angenommen, dass die Luft bestimmte Gesetzmäßigkeiten in idealer Weise erfüllt, insbesondere die allgemeine Gasgleichung. Damit lässt sich der höhenabhängige Luftdruck berechnen. Für die unterste Schicht erhält man so die internationale barometrische Höhenformel. Für Schichten mit linearem Temperaturverlauf ergibt sich die Barometrische Höhenformel mit linearem Temperaturverlauf.
Die Standardatmosphäre arbeitet mit Standarddruckflächen der geopotentiellen Höhen, nachdem die Erdbeschleunigung als höhenunabhängig angenommen wird: {\displaystyle g(h)=g_{0}}. In niedrigen Höhen stimmen diese mit den sonst üblichen geometrischen Höhen ziemlich gut überein, aber in größeren Höhen muss man für höhere Genauigkeit anstelle der geometrischen Höhe z die geopotentielle Höhe h einsetzen, die dem o. g. homogen gedachten Gravitationsfeld entspricht. Die Beziehung zwischen beiden Höhen ist gegeben durch:
{\displaystyle z(h)={\frac {R_{\text{Erde}}}{R_{\text{Erde}}-h}}\cdot h\Leftrightarrow h=\left(1-{\frac {h}{R_{\text{Erde}}}}\right)\cdot z}

### Jacchia-Referenzatmosphäre
Die besonders in der Raumfahrt verwendete Jacchia-Referenzatmosphäre beschreibt ein Atmosphärenmodell, das für Höhen von 90 bis 2.500 km Atmosphärenwerte wie Temperatur, Dichte, Druck und weitere definiert. Im Unterschied zur Internationalen Standardatmosphäre werden zusätzlich unterschiedliche Werte in Abhängigkeit von Breitengrad und Jahreszeit sowie geomagnetische und solare Effekte berücksichtigt. Als Ergänzung muss für niedrigere Höhen ein weiteres Atmosphärenmodell hinzugezogen werden.
Das Jacchia-Referenzatmosphären-Modell wurde erstmals 1970 von Luigi Giuseppe Jacchia veröffentlicht und 1971 sowie 1977 aktualisiert. Es basiert auf Luftwiderstandsmessdaten von Raumflügen.

### NRLMSISE-00-Modell
Das neuere NRLMSISE-00-Modell aus dem Jahr 2000 bietet Referenzwerte für Höhen von der Erdoberfläche bis in den Weltraum.